# Ehrharta eburnea
Ehrharta eburnea är en gräsart som beskrevs av Gibbs Russ. Ehrharta eburnea ingår i släktet Ehrharta och familjen gräs. Inga underarter finns listade i Catalogue of Life.